# Aurélio Buta
Pour les articles homonymes, voir Buta (homonymie).
Aurélio Gabriel Ulineia Buta ou plus simplement Aurélio Buta, né le 10 février 1997 en Angola, est un footballeur portugais qui évolue au poste d'arrière droit au Stade de Reims, en prêt de l'Eintracht Francfort.

## Biographie

### En club
Avec les moins de 19 ans du Benfica Lisbonne, il dispute la finale de l'UEFA Youth League en 2017, s'inclinant face au Red Bull Salzbourg.

### En équipe nationale
Avec les moins de 17 ans, il participe au championnat d'Europe des moins de 17 ans en 2014. Lors de cette compétition organisée sur l'île de Malte, il joue quatre matchs. Le Portugal s'incline en demi-finale face à l'Angleterre.
Avec les moins de 19 ans, il inscrit deux doublés lors des éliminatoires du championnat d'Europe des moins de 19 ans, contre la Lituanie en novembre 2015, puis contre la Suède en mars 2016. Il dispute quelques mois plus tard la phase finale du championnat d'Europe des moins de 19 ans organisé en Allemagne. Lors de cette compétition, il inscrit deux buts à l'occasion du premier tour, contre le pays organisateur, puis contre l'Italie. Le Portugal s'incline en demi-finale face à l'équipe de France.

## Palmarès
Avec le Royal Antwerp Football Club, il remporte la Coupe de Belgique en 2020.
Il est finaliste de la Coupe de France en 2025 avec le Stade de Reims.
| Royal Antwerp (1)                      | Stade de Reims                       |
| -------------------------------------- | ------------------------------------ |
| - Coupe de Belgique - Vainqueur : 2020 | - Coupe de France - Finaliste : 2025 |